# Вілледж-оф-те-Біч (Нью-Йорк)
Вілледж-оф-те-Біч (англ. Village of the Branch) — селище (англ. village) в США, в окрузі Саффолк штату Нью-Йорк. Населення — 1735 осіб (2020).

## Географія
Вілледж-оф-те-Біч розташований за координатами 40°51′12″ пн. ш. 73°10′56″ зх. д. / 40.85333° пн. ш. 73.18222° зх. д. (40.853368, -73.182230).  За даними Бюро перепису населення США в 2010 році селище мало площу 2,53 км², з яких 2,46 км² — суходіл та 0,08 км² — водойми.

## Демографія
Згідно з переписом 2010 року, у селищі мешкало 1807 осіб у 625 домогосподарствах у складі 474 родин. Густота населення становила 714 осіб/км².  Було 645 помешкань (255/км²).
Расовий склад населення:
| - 94,2 % — білих - 2,3 % — азіатів - 1,3 % — чорних або афроамериканців - 0,1 % — вихідців з тихоокеанських островів |

До двох чи більше рас належало 1,7 %. Частка іспаномовних становила 2,8 % від усіх жителів.
За віковим діапазоном населення розподілялося таким чином: 27,1 % — особи молодші 18 років, 54,7 % — особи у віці 18—64 років, 18,2 % — особи у віці 65 років та старші. Медіана віку мешканця становила 43,2 року. На 100 осіб жіночої статі у селищі припадало 89,4 чоловіків;  на 100 жінок у віці від 18 років та старших — 88,1 чоловіків також старших 18 років.
Середній дохід на одне домашнє господарство  становив 155 876 доларів США (медіана — 132 222), а середній дохід на одну сім'ю — 167 691 долар (медіана — 142 813). Медіана доходів становила 104 375 доларів для чоловіків та 69 583 долари для жінок. За межею бідності перебувало 3,6 % осіб, у тому числі 2,1 % дітей у віці до 18 років та 13,7 % осіб у віці 65 років та старших.
Цивільне працевлаштоване населення становило 905 осіб. Основні галузі зайнятості: освіта, охорона здоров'я та соціальна допомога — 33,0 %, фінанси, страхування та нерухомість — 10,9 %, науковці, спеціалісти, менеджери — 10,3 %.